# Isabel Kelly
Isabel Truesdell Kelly  född 5 januari 1906 i Santa Cruz, Kalifornien död 29 december 1982 var en amerikansk antropolog. Hon är känd för sitt arbete med medlemmar av Coast Miwok-stammen, medlemmar av Chemehuevi-folket på 1920- och 1930-talen. Hon arbete senare i livet som arkeolog främst i Mexiko. Hon utbildades av antropologen Alfred L. Kroeber vid University of California, Berkeley.

## Utbildning
Hon utbildade sig vid  University of California, och tog en Bachelor examen 1926,  mastersexamen året efter 1927, och doktorerade 1932. Doktorsavhandlingen hade titeln Fundamentals of Great Basin Culture och gavs ut 1932 av University of California. Kelly tilldelades Guggenheim-stipendier för läsåren 1940–1941 och 1941–1942. Hon är främst känd som fältarkeolog och arbetade i fält i västra USA, Mexiko och Sydamerika och Pakistan.

## Fältarbete
I början av 1930-talet arbetade hon främst med antropologisk studier av indianstammar i västra USA men 1935 var hon verksam i Mexiko främst med arkeologiska undersökningar. 1937-1938  grävde hon Hodges site en Hohokam boplats. Hon återvände sedan till Mexiko där hon arbetade under större delen av sitt fortsatta liv.
År 1946 utnämndes hon till ansvarig etnolog för Smithsonian Institutions Institute of Social Anthropology (ISA) kontor i Mexiko. Hon undervisade vid ISA och forskade med hjälp av studenter bland annat hos totonakfolket i delstaten Veracruz i Mexica.  ISA startades 1943 och upplöstes i slutet av 1952.  Vid den tiden överfördes Kelly och ISA:s andra kvarvarande antropologer till Institute of Inter-American Affairs. 

## Isabel Kellys etnografiska arkiv
Isabel T. Kelly var inom antropologi och arkeologi specialiserad på mexikanska kulturer. Samlingen består av fältanteckningar, manuskript, handritade kartor, fotografier och mycket mera. Materialet är främst från Coast Miwok och de södra Paiute stammarna, och från Mexico, Bolivia, Puerto Rico, El Salvador, och Pakistan. Hennes arkiv finns idag i DeGolyer Library vid Southern Methodist University.

## Publikationer
- The carver's art of the Indians of northwestern California, 1930
- Ethnography of the Surprise Valley Paiute, 1932
- Peruvian Cumbrous Bowls
- Fundamentals of Great Basin Culture 1932 (otryckt doktorsavhandling)
- Excavations at Culiacán, Sinaloa , 1945
- The archaeology of the Autlán-Tuxcacuesco area of Jalisco, 1945
- Excavations at Apatzingan, Michoacan, 1947
- The Tajin Totonac, 1952
- Folk practices in north Mexico; birth customs, folk medicine, and spiritualism in the Laguna Zone, 1965
- The Hodges Ruin : a Hohokam community in the Tucson Basin, 1978
- Ceramic sequence in Colima : Capacha, an early phase, 1980
- Isabel T. Kelly's Southern Paiute Ethnographic Field Notes, 1932-1934, Las Vegas, 2016